# Bird (película de 2024)
Bird es una película dramática de 2024 escrita y dirigida por Andrea Arnold y protagonizada por Nykiya Adams, Barry Keoghan y Franz Rogowski.
La película tuvo su estreno mundial en el 77.º Festival de Cine de Cannes el 16 de mayo de 2024. La película se estrenó en cines en Estados Unidos y el Reino Unido por Mubi el 8 de noviembre de 2024.

## Reparto
- Barry Keoghan como Bug[6]
- Franz Rogowski como Bird
- Nykiya Adams como Bailey
- Jason Buda como Hunter
- Jasmine Jobson como Peyton
- Joanne Matthews como Debs
- James Nelson-Joyce como Skate

## Producción
La fotografía principal se llevó a cabo en el sur de Inglaterra con lugares de rodaje que incluyen Gravesend, Dartford, Ashford y Bean, Kent, en junio de 2023. En julio de 2023 el rodaje tuvo lugar en la isla de Sheppey.

## Estreno
Bird se presentó en el Mercado de Cine Europeo como parte del Festival Internacional de Cine de Berlín, y Cornerstone Films se encargó de las ventas. La película fue seleccionada en la competencia principal del Festival de Cannes de 2024, donde se estrenó el 16 de mayo de 2024. Antes de eso, Mubi adquirió los derechos de distribución de la película en el Reino Unido e Irlanda de Cornerstone, y posteriormente compró los derechos de distribución para América del Norte y Turquía. La película también se proyectaría en el Festival Internacional de Cine de Toronto en septiembre de 2024. Se estrenó en cines por Mubi en el Reino Unido y Estados Unidos el 8 de noviembre de 2024, con un estreno en streaming en Turquía en una fecha posterior.